# Аргенида
«Аргени́да» (лат. Argenis) — аллегорический роман шотландского поэта Джона Беркли, написанный на латинском языке. Работа над текстом шла с 1617 года в Риме, первое издание увидело свет вскоре после кончины автора в 1621 году. Произведение относится к популярному в эпоху барокко жанру «романа с ключом», породило многочисленные продолжения и подражания и сильно повлияло на развитие французской прециозной литературы (включая романы мадам де Скюдери и «Приключения Телемака» Фенелона). Аллегорико-политические романы на латинском языке публиковались после этого до середины XVIII века. В историографии ведутся споры о принадлежности романа к английской или французской литературной и культурной традиции, в работах исследователей конца XX—XXI веков всё чаще раздаются призывы считать Джона Беркли представителем интернациональной «Республики учёных».
Джон Беркли (на латыни Ioannes Barclaius) родился во Франции, и его матерью была француженка, но поэт считал себя шотландцем и унаследовал от отца — Уильяма Беркли — приверженность абсолютной монархии. Замыслив изложить её апологию, он написал аллегорический роман, который своими идеями и лёгкостью латинского стиля и совершенством стихов завоевал огромную популярность. История создания романа достаточно хорошо документирована письмами самого Беркли. Роман был посвящён французскому королю Людовику XIII. Публикация была осуществлена благодаря «князю Республики учёных» — аббату Фабри де Пейреску, с которым Беркли переписывался с 1606 года. В латинском оригинале роман выдержал более 50 изданий и регулярно переиздавался вплоть до конца XVIII века, был переведён практически на все европейские языки, включая польский (Вацлав Потоцкий, 1697) и русский (Василий Тредиаковский, 1751). Роман ценили Гуго Гроций, кардинал Ришельё, Готфрид Лейбниц, Иоганн Гёте и Сэмюэл Кольридж. Затем «Аргенида» была на долгое время забыта, научный интерес к тексту проявился в конце XIX века, на рубеже XX—XXI веков было выпущено несколько факсимильных изданий. Научное издание латинского текста с параллельным английским переводом под редакцией Марка Райли и Дороти Притчард Хьюбер последовало в 2004 году.
Барочный роман имел сложный сюжет, основная фабула которого, хотя и помещённая в Античность, была основана на событиях реальной истории Франции XVI века — борьбе короля, гугенотов и Лиги. Роман был выстроен по авантюрной схеме с огромным числом вставных эпизодов, осложняющих действие. Схема сюжета сводится к следующему: сицилийский царь Мелеандр после трудной борьбы победил могущественного мятежного вельможу Ликогена, к партии которого примкнули гиперефаняне (то есть кальвинисты); придворный учёный Никопомп (alter ego автора) непрерывно даёт советы Мелеандру и проповедует ему правоту монархического принципа. Ликогену удалось удалить от двора верного царю вельможу Полиарха; после поражения Ликогена Полиарх, давно влюблённый в Аргениду, дочь Мелеандра, получает её руку, и роман заканчивается торжеством верной любви, с которым сливается торжество царя над мятежными феодалами.

## Содержание

### Сюжет
Григорий Гуковский, характеризуя сюжет, писал:

Содержание «Аргениды» не поддаётся краткому пересказу, потому что роман написан по авантюрной схеме, с целым рядом вставных эпизодов, осложняющих действие.
Бельгийский специалист по новолатинской литературе Йозеф Эйсевейн утверждал, что Беркли мастерски выстроил романную структуру, которая гармонировала как с античными, так и баро́чными образцами. Сюжет основан на множестве намёков и интригующих моментов, которые держат читателя в напряжении или неведении, связывают воедино вставные новеллы и эпизоды и раскрываются в финале романа. Образцом для вязки эпизодов и постепенного раскрытия сюжетных узлов служила для автора вергилиева «Энеида».
Текст разделён на пять книг, содержание которых соответствует классицистской драме: от завязки к драматической кульминации (в третьей книге), которая является ядром всей композиции. Далее идёт разрядка и счастливый конец. Авторский латинский текст не был разбит на главы. Действие происходит на Сицилии до основания Рима и охватывает период в шесть месяцев.

#### Книга I
В первой книге вводятся главные положительные персонажи: царь Мелеандр и его дочь Аргенида, а также друзья-придворные Полиарх и Архомброт. Вставной сюжет касается обстоятельств прибытия Архомброта из Африки на Сицилию и начала его дружбы с Полиархом. Полиарх тайно влюблён в Аргениду, и она отвечает ему взаимностью, но не имеет права открыто выражать свои чувства. Мелеандр предаётся охоте и развлечениям и забросил государственные дела. Верный воин Полиарх утрачивает благосклонность царя и вынужден покинуть Сицилию. Архомброт занимает его место при дворе Мелеандра. Полиарха оклеветал мятежный вассал Мелеандра по имени Ликоген, который также претендует на руку и сердце Аргениды. Однако ослеплённый гневом царь не в состоянии отличить правду от кривды и увидеть, кто является истинным его союзником. В конце первой книги Мелеандр и Ликоген заключают мир между собой, но все окружающие понимают, что он не продлится долго.

#### Книга II
Развитие сюжета. Двор Мелеандра укрывается в крепости Эпейркте. В сердце Архомброта пробуждается любовь к Аргениде, и он обуреваем противоречивыми страстями: верностью другу Полиарху и растущей любовью к принцессе. Тем временем Полиарх отправился из Сицилии в Мавретанию и узнал от тамошней королевы тайну, смысл которой раскрывается только в заключительной, пятой, книге. Ликоген плетёт интриги при сицилийском дворе и начинает открытое восстание против Мелеандра. На помощь сицилийскому царю приходит царь Сардинии Радиробан. В действие введены все главные герои, политический кризис перемежается с любовными злоключениями.

#### Книга III
Сюжетная и драматическая кульминация романа. Основной темой третьей книги является конфликт трёх претендентов на руку Аргениды. Радиробан помог Мелеандру разгромить Ликогена и рассчитывает получить Аргениду в награду. Не сумев завоевать её любви, Радиробан вздумал при помощи коварной Селениссы похитить Аргениду. Архомброт, со своей стороны, пытается покорить Аргениду смелостью и доблестью. Вначале он спасает её отцу жизнь во время битвы с Ликогеном, а затем убивает Ликогена, разоблачает Радиробана и сохраняет честь Аргениды. Полиарх присутствует в этой части почти исключительно в рассказах Селениссы о его прошлом. Однако при помощи поэта Никопомпа он сам получает возможность краткого свидания с возлюбленной Аргенидой.
Именно третья часть содержит важнейшие политические и моральные суждения Беркли, обращённые к понтификам и монархам, а также многочисленные описания. Они вложены в уста персонажей-масок — советников Мелеандра: Клеобул рассуждает об идеальном государстве, Ибурранес — о справедливости, а Никопомп и Дунальбий — о поэзии и риторике.

#### Книга IV
Начало развязки. Радиробан, не сумев заполучить Аргениду и захватить Сицилию, идёт за море в поход на Мавретанию, который отменил ради помощи Мелеандру. В Африке, однако, он гибнет в битве от руки Полиарха. Тем временем на Сицилии Архомброт завоевал такое доверие Мелеандра, что тот сам предлагает выдать за него Аргениду. Последняя просит два месяца на размышление, но делает это для того, чтобы Полиарх успел вернуться с доказательством своей невиновности и царского достоинства — в Африке он узнал, что является сыном правителя Галлии.
Й. Эйсевейн утверждал, что сюжет книг II и IV построен по принципу зеркальности: во второй появляется Радиробан, в четвёртой его убивают. Во второй книге зарождается любовь Архомброта к Аргениде, которая в четвёртой близка к заключению брака, оставляя мало надежд для Полиарха.

#### Книга V
Книги I и V также построены зеркально с точки зрения отношений Полиарха и Архомброта: в первой книге они крепят свою дружбу, в пятой — восстанавливают её. Ключом к этому является тайна, доверенная Полиарху царицей Мавретании: Архомброт является сводным братом Аргениды. Он — сын Анны, сестры царицы Гианисбы, и Мелеандра, который свои молодые годы провёл в Мавретании. «Всё кончается к лучшему в лучшем из миров»: Полиарх женится на Аргениде, Архомброт счастлив обрести сестру и женится на сестре Полиарха, тем самым скрепляя галло-сицилийский политический союз. Роман завершается большим стихотворением, в котором восхваляется будущее славное правление Полиарха и Аргениды.

### Персонажи, время и место действия

#### Основные действующие лица
Уже издания «Аргениды» XVII века предлагали своим читателям «ключ», позволявший расшифровывать очевидные и не слишком очевидные отсылки Беркли к реальности Европы своего времени и реальности романа. Ключ содержался и в предисловии Кингсмилла Лонга — автора первого опубликованного английского перевода 1625 года. Один из таких ключей, привязывающий авторские аллегории к событиям французской истории, был помещён в «Предуведомлении» Василия Тредиаковского к петербургскому изданию 1751 года. Он близок тому, который был использован французским исследователем Альбером Коллиньоном. Редакторы научного издания 2004 года установили, что в ключ эльзевировского издания 1627 и 1630-х годов были механически включены персонажи «Эвформиона» Беркли, которые в «Аргениде» отсутствовали.
| Персонаж                                                                    | Возможный прототип     | Комментарий |
| --------------------------------------------------------------------------- | ---------------------- | --- |
| Никопомп, советник царя, наставляющий его, как следует править государством | Джон Беркли            | Alter ego автора-рассказчика |
| Мелеандр, царь Сицилии                                                      | Генрих III Валуа       | Аллегория слабого и «мягкосердного» монарха. Это подчёркивается именем, которое может иметь латино-греческую этимологию: mel «мёд» или μέλος «песнь» + άνδρας — «человек, мужчина». |
| Аргенида, царевна, дочь Мелеандра                                           | Маргарита де Валуа     | Персонификация состояния французской монархии и вырождающейся и пресекающейся династии Валуа, наследия которой домогаются три претендента: Наваррский, герцог Алансонский и герцог де Гиз. В современной литературе Аргениду иногда называют «прото-Марианной», символом французского государства вообще |
| Полиарх, царь Галльский                                                     | Генрих IV Бурбон       | Персонаж, взаимно дополняющий Архомброта. Основан на личности Генриха Наваррского как предмета ненависти Священной лиги. Имя образовано от греческих корней «город» (πόλη) или «множество» (πολύ) и «владыка» (άρχων).                                                                                   |
| Архомброт, сын Мелеандра                                                    | Генрих IV Бурбон       | Персонаж, взаимно дополняющий Полиарха. Генрих Наваррский как благоразумный король, «получивший престол по праву своего рода». В современных изданиях считается абстрактным персонажем, лишённым прототипа                                                                                               |
| Радиробан, царь Сардинии                                                    | Филипп II Испанский    | Попытки испанской короны вмешаться во французские внутренние дела. Разгром Радиробана в Африке — аллюзия на гибель «Непобедимой армады» в 1588 году |
| Селенисса, фрейлина Аргениды                                                | Мария Медичи           | Мать короля Людовика XIII |
| Гианисба, царица Мавретании                                                 | Елизавета I Английская | Соотносится также с вергилиевой Дидоной. Царица выступает как полноценный суверен |
| Ликоген                                                                     | герцог де Гиз          | Возможно, что под Ликогеном имелся в виду весь Лотарингский дом. В переводе с греческого λυκογενης означает «Волчий род» |

Подобного рода расшифровки были распространены, но не всегда согласовывались между собой. Авторы классической «Кембриджской истории английской литературы» категорически утверждали, что персонажи романа не являются портретами. Тем не менее в «Кембриджской истории» повторяется отождествление Мелеандра с Генрихом III, а Ликогена с герцогом де Гизом. То же касается царевны Аргениды, которая может соотноситься с французской монархией, но также и с Маргаритой де Валуа, которой Беркли посвятил «чувствительные стихи» в своём предыдущем романе «Эвформион». «Разделение» Генриха Наваррского между Полиархом и Архомбротом объясняется и желанием автора снять слишком опасное сходство.
Более глубокую дешифровку образа и имени Аргениды представил Й. Эйсевейн. Он утверждал, что имя Argenis — греческое по звучанию — на самом деле было анаграммой латинского слова «Царица» (Regina) с добавленным окончанием женского рода, которое переносит заглавие романа в плоскость греческого эпоса, по аналогии с «Энеидой» или «Фиваидой». Это объясняет и мотивы, по которым автор взял именно это заглавие, а не вынес на первый план царственных персонажей-мужчин Полиарха или Мелеандра. Иными словами, заглавие означает «[История] царицы», что намекает и на глубинные смысловые слои политической аллегории — описания идеального правителя и модели его правления. Это сразу отсылает к классическим ренессансным сочинениям Кастильоне («Придворный») и Макиавелли («Государь»). На это же указывает автор-рассказчик, сокрытый под маской Никопомпа. Он вывел в романе всё своё римское окружение: Ибурранес — кардинал Барберини, будущий Папа Римский; Антенор по прозвищу «Падуанец» — поэт Антонио Кверенги, чьи хвалебные стихи памяти Беркли были напечатаны в первом издании «Аргениды». В романе под именем Иеролеандра был выведен знаменитый учёный эпохи Ренессанса кардинал Джироламо Алеандер, очень популярный в первой половине XVII века. Его памяти даже был посвящён латинский роман «Эвдемия» Джанвитторио Росси 1637 года. Есть и другие примеры: друг романного Никопомпа — Дунальбий — на самом деле римский друг Беркли — кардинал Убальдини. Все эти параллели были совершенно очевидны для современников и даже встречались в дипломатической переписке.

#### Время и пространство
Политическое содержание романа было вынесено в разделы и главы, посвящённые отношениям Мелеандра с соседними государствами. Географическое пространство «Аргениды» условное и восходит как к реальной исторической географии Античности, так и к символическому пространству ренессансного гуманизма. Основное действие разворачивается на Сицилии, причём эрудит Беркли описал множество подлинных греческих, этрусских и римских ритуалов, которые проводились на этом острове. Например, царь пользуется услугами оракула и гаруспиков, а во второй книге после известий о мятеже Ликогена проводит ритуал figere clavum («забивания гвоздя»), чтобы изменить предначертание Фортуны и отразить бедствие. Из соседних стран в действии большую роль играют Мавретания (под которой следует понимать елизаветинскую Англию), Сардиния (габсбургская Испания) и Галлия (не тождественная романной Сицилии-Франции). На периферии действия упоминаются также Италия, «Мергания» (прозрачная анаграмма «Германия»), а также классические Лидия и Ассирия. В этом отношении «Аргенида» вполне укладывается в лекала как античных греческих романов, так и рыцарских эпосов Позднего Средневековья и Ренессанса. Й. Эйсевейн также сравнивает построение Дж. Беркли собственного мира с отсылками к знакомым читателям реалиям с приёмами писателей-фантастов XX века. Отсутствие конкретных временны́х привязок (собственно, время в романе эпическое, а не историческое) было преимуществом Беркли и давало ему большую творческую свободу. Возможно также, что это отсылало и к утопическому жанру, привычному читателям того времени. Одной из причин неуспеха «Эвдемии» Дж. Росси — также аллегорико-сатирического романа — была слишком чёткая хронологическая привязка: действие, обличающее современность 1620-х годов, было помещено в эпоху императора Тиберия и временщика Сеяна, хотя и не в Риме, а на острове в Атлантическом океане. Напротив, немецкий подражатель «Аргениде» Иоганн Людвиг Праш (1637—1690) в своём латинском романе «Психея на Крите» (1685) поместил действие в условные Аттику и Крит, где вольно смешивались античные и византийские мотивы.

#### Персонажи-эмблемы
Имена персонажей также говорили читателям своего времени довольно много. Большинство имён — греческие (подлинные — из Античности — или составленные по греческому образцу) и соответствуют маскам в античном театре или в commedia dell'arte. Мелеандр — «Заботящийся о людях», канцлер Клеобул — «Прославленный в совете», предатель Олодем — «Губитель народа». Фрейлина Аргениды — Селенисса — «Лунная», что подчёркивает, что перед красотой царевны она лишь Луна в сравнении с Солнцем. Й. Эйсевейн высказывал предположение, что введённый Беркли образ Солнца, ассоциируемого с королевской властью, был популярен в Риме (ассоциация понтифика со светилом существовала здесь издревле), а далее был спроецирован на Людовика XIV — «Короля-Солнце». Прямое обращение к королю как к солнцу содержится в книге III в речи Клеобула, обращённой к Мелеандру. Некоторые имена также отсылали к культурному коду образованного гуманиста: Клеобул — это ещё и один из семи мудрецов Древней Греции, а также персонаж платоновского «Протагора». Первая женщина, упоминаемая по ходу действия, — Тимоклея, которая по своему благородству ослушалась царского приказа и помогла Полиарху бежать. У Плутарха Тимоклея — благородная фиванка, которая осудила Александра. «Сравнительные жизнеописания» были весьма популярны в 1620-е годы.
Помимо греческих, использовались и имена других народов, которые, по выражению Й. Эйсевейна, «придавали колорит»: нумидиец Сифакс, галл Коминдорикс, римские — «Аквилий» (маска императора Священной Римской империи). Мавретанская царица Гианисба имеет сестру Анну, которую сравнивают с Дидоной Карфагенской. Имя «Гианисба» — прозрачный намёк на карфагенскую царицу Софонисбу, известную из труда Тита Ливия, а также от ренессансных гуманистов, особенно Петрарки. Имена-анаграммы играли существенную роль в проецировании политических взглядов Беркли. Помимо упомянутых Ибурранеса — Барберини или Иеролеандра — Джироламо Алеандера, весьма прозрачным выглядит Узинулька — Кальвинус. Впрочем, некоторые имена не поддаются однозначной дешифровке, как, например, Радиробан, король Сардинии и Балеар. Это имя содержит название его царства; по мнению Й. Эйсевейна, Беркли хотел передать «варварский» колорит, который бы отсылал к персидским именам (типа «Артабан» или «Навузардан») из Геродота, Гелиодора и Плутарха.
Й. Эйсевейн скептически относился к многочисленным «ключам» в латинских и переводных изданиях «Аргениды», которые были дробны и отождествляли главных и второстепенных персонажей с церковными и политическими современниками Беркли. Несмотря на то, что часть этих отождествлений могли иметь место в реальности, Эйсевейн полагал, что «это выходило за рамки авторских намерений» и что параллели должны быть только самыми общими. Беркли не писал исторического романа и тем более — завуалированного трактата, но хотел преподать моральный урок правителям через призму художественной литературы. Он вполне мог почтить своих римских друзей и парижских покровителей (книга была посвящена французскому королю); игра же словами, этимологиями, анаграммами и аллюзиями была популярна именно в кругу рода Барберини.

## Литературные особенности

### История создания
Джон Беркли обосновался в Риме в феврале или марте 1616 года. Его предшествующие литературные произведения, страстная апология католицизма и монархической власти обратили на него внимание папы римского Павла V, и тот назначил писателю пенсион в 800 ливров, к которым добавлялись ещё 300 на содержание его детей. Рекомендации, полученные во Франции, сделали Беркли своим человеком во дворцах кардиналов Беллармина и Барберини. Основной причиной, заставившей Беркли заняться написанием объёмного повествования, были заботы о семье — его жена не хотела ограничивать себя в средствах и была более амбициозной, чем её супруг; кроме того, в Рим переехала мать писателя. Хватало и других расходов: дом Беркли располагался близ Ватикана, а кроме того, он увлёкся новейшей модой — выращивал в своём саду тюльпаны. Чтобы заработать литературным трудом, требовалось цензурное разрешение Святейшей Конгрегации. Помимо этого, типографии того времени требовали задатка для компенсации возможных финансовых неудач, поэтому для автора важным являлось посвящение неким могущественным вельможам или монархам, которые оплачивали публикацию и гонорар. В одном из писем, рассуждая на эту тему, Беркли даже цитировал одну из сатир Ювенала. Впрочем, из эпистолы Пейреску от 31 января 1617 года следует, что Беркли обратил на себя внимание кардинала Боргезе и самого папы, а кардинал Барберини взял на содержание его второго сына. В 1620—1621 годах писатель также вёл переговоры со двором короля Франции (через Дю Вэра и Пейреска) о пожаловании пенсиона в пользу его сыновей, который считал более предпочтительным, чем обещанный от вице-короля Испании в Неаполе.
Хотя первые намётки будущего романа, ещё совершенно неопределённые, упоминались в письме Пейреску 31 января 1617 года, работа над романом, судя по последующей переписке, началась только с середины 1618 года. Более подробные сведения сохранились в послании Пейреску от 9 октября 1618 года. Финансовые вопросы вновь были определяющими, поскольку и жена, и брат Беркли были отягощены долгами и закладывали свою часть имущества. В этом послании впервые было упомянуто имя главной героини — Аргенида — и даже говорилось, что, если Пейреску требовались некие материалы в Ватиканской библиотеке, допущенный в её хранилища Беркли мог бы их предоставить. В последующей переписке (продолженной 7 ноября) аббат Пейреск восхвалял уже полученные части романа и настоятельно просил продолжать. Энтузиазм Пейреска, по замечанию А. Коллиньона, подстёгивала форма повествования — обличение религиозных войн, стилизованное под события далёкого прошлого.
Работа шла быстро: из письма Пейреску 29 августа 1619 года следовало, что первая книга уже окончена; в послании от 22 сентября говорится, что аббат получил вторую книгу, «которую знает почти наизусть». В октябре Пейреск устраивал чтения избранных фрагментов третьей книги канцлеру Дю Вэру в его имении в Вильнёв-ле-Руа. Благодаря постоянной переписке с Пейреском о существовании романа узнал Гуго Гроций, который только что бежал из заточения. Аббат писал ему 4 мая 1621 года, посылая для ободрения рукопись «Аргениды», и утверждал, что даже Петроний «не был и вполовину столь же благороден, и во всей древности не существовало ничего подобного». Из письма Пейреска 20 мая 1620 года мы узнаём, что аббат взялся устроить публикацию «Аргениды» в Париже и хлопотал даже о посвятительных стихах кардиналу Барберини в предисловии. Переписка Беркли и Пейреска наполнена подробностями: аббат обратился к ведущим издателям и книготорговцам — Морелю, Крамуази и Пакару, которые соглашались устроить издание на бумаге именно того формата и сорта, на котором настаивал автор. Однако, когда дошло до финансовых переговоров, процесс резко замедлился; аббат даже обозвал издателей «скрягами и мужланами» (фр. chiches et villains). Пейреск выражал обеспокоенность и предложил, если не удастся договориться в Париже, отправить рукопись в Кёльн или в одно из издательств Голландии; вероятно, это было и средство припугнуть парижских типографов. Наконец, согласие дал Пакар, и Беркли 11 марта 1621 года обещал в кратчайшие сроки прислать окончательную рукопись для изготовления типографского набора. 4 мая, однако, Пакар «поступил как нормандец», то есть отказался от сделки. Крамуази тогда исполнял большой заказ Иезуитского ордена, и, наконец, Пейреск обратился к Никола Бюону, «одному из самых честных людей в Университете». Пейреск позаботился о прохождении цензуры в Сорбонне и заказе гравированного портрета Беркли для фронтисписа. Работа была выполнена в кратчайшие сроки: Пейреск отправил сигнальный экземпляр в Рим 19 мая 1621 года. Новости были самые обнадёживающие: ожидался успех на Франкфуртской книжной ярмарке, а за французский перевод брался один из поэтов круга Малерба. Последнее письмо Пейреска Беркли датировано 18 августа 1621 года: из-за несовершенства средств сообщения аббат не знал, что его римский друг был к тому времени уже шесть дней как мёртв. Последнее, что успел сделать Беркли, — составить список распространения дарственных экземпляров «Аргениды», предназначенных в том числе для брата короля, председателя королевского совета, монсеньора де Шомбера и других. Издатель выделил для представительских целей 150 экземпляров романа.

### Рукопись
В Библиотеке Энгембертина в Карпантра сохранилась авторская рукопись Джона Беркли. Она включает 937 нумерованных листов, которые чередуются со вставками, отражающими дополнения и авторские изменения. Практически весь манускрипт создан в одно время и переписан единым почерком (за небольшими исключениями). Авторская правка включала изменение порядка слов, переделывание целых предложений, замены отдельных слов, а также вычёркивания. Изменения могли быть вписаны между строк, на полях либо на вставных листах. Иногда добавлялись целые эпизоды: диалог о разных видах правления в первой книге и рассуждение о гиперефанянах во второй. Рукопись отражает смену имён персонажей: так, злодей Иккиобат из третьей книги сначала именовался Анэрестом. Пометы указывают, что первое парижское издание 1621 года действительно набиралось по авторской рукописи: пометы точно соответствуют пагинации именно этого издания. Листы 465—468 и 695—704 переписаны другой рукой, но не содержат исправлений, из чего делается вывод, что типографский работник переписал менее разборчивый автограф. Известно, что существовали и другие авторские рукописи, упомянутые в переписке с аббатом Пейреском в августе — сентябре 1619 года. Тем не менее автограф не представляет собой окончательного авторского текста: рассуждения о друзьях правителя в первой книге и о гиперефанянах во второй отличаются в печатном варианте. Вероятно, они были отправлены печатнику отдельно.

### Язык и стиль
Франсуа Буше в своём исследовании 1992 года отмечал, что «Аргенида» принадлежала французской литературе и французской культуре, тем примечательнее, что её автор не использовал французского языка. Объяснялось это тем, что Беркли искал в латыни высоту стиля, отточенность грамматики и сопряжение с непрерывной культурной традицией. Латинский язык был языком Римской церкви, университетов и «Республики учёных», то есть позволял одновременно приблизиться к Божественному откровению (в том числе через литургию) и научному знанию, а также достичь высшего поэтического вдохновения. Французский язык, согласно мнению Беркли, был «слишком простонародным», ему не хватало рафинированности грамматики и культурного запаса, позволяющего создавать сочинение на классическую тему. Марк Райли и Дороти Притчард Хьюбер отмечали, что «Беркли обращался к международной аудитории, рассчитывая на вечную славу. По иронии судьбы, его выбор привёл к его исчезновению из актуального литературного процесса: историки и читатели обращены к мельчайшим фрагментам „варварской“ литературы, игнорируя замечательные произведения на универсальном учёном языке своего времени». В тюдоровской и стюартовской Англии латинские тексты занимали большое место в литературе: согласно A Short-Title Catalogue of Books Printed in England, Scotland and Ireland, and of English Books Printed Abroad 1475—1640, между 1550—1640 годами не менее 10 % всех книг, издававшихся в Англии, Шотландии и Ирландии, были на латыни. Мильтон и его современники те работы, которые сами считали важнейшими, стремились перевести или опубликовать на латинском языке, чтобы сделать их достоянием всего человечества. Процесс создания художественно-аллегорических текстов на живом языке своего времени сильно ускорил Данте со своей «Божественной комедией», однако в широких масштабах замещение латыни живым языком во Франции происходило только в XVI веке, чему способствовал Жоашен Дю Белле. В Германии и скандинавских странах процесс замещения «высокой» латыни на «простонародные» национальные языки затянулся до XVIII века.
Джон Беркли писал на стандартном латинском языке эпохи Ренессанса, который в современных англоязычных изданиях именуется Neo-Latin. Й. Эйсевейн утверждал, что в языке и стиле «Аргениды» очевидно влияние поэтического латинского языка «Золотого века» и нет педантичного архаизма Липсия, что соответствует литературной ситуации рубежа XVI—XVII веков. Стиль «Аргениды» демонстрирует развитие языковых навыков Беркли по сравнению с его же «Сатириконом». И. Праш даже именовал роман «поэмой в прозе». В этом моменте вполне возможно влияние трактата Prolusiones Academicae Фамиано Страды, который вышел в 1617 году и оказал глубокое влияние на римских литераторов, изъясняющихся на латыни. Страда не упоминался в романе и не входил в круг общения Беркли, но был очень авторитетным стилистом в учёной среде Рима своего времени.
Прозаический стиль Беркли уникален и был выработан им самим, предположительно, на основе «Истории Рима» — объёмного повествования Ливия. Например, описания битв в IV книге «Аргениды» явно составлены по лекалам описаний битв при Требии и при Каннах в книгах XXII—XXIII «Истории Рима». Он также использовал архаические грамматические формы, сообщавшие повествованию Ливия возвышенный стиль (-êre в глагольных формах множественного числа второго спряжения в третьем лице), а также противопоставление «или… или» — seu… seu. Это последнее встречается в тексте Беркли более 100 раз, а, например, в объёмном корпусе трудов Тацита только 14. Латинский стиль «Аргениды» не был безоговорочно принят всеми современниками, напротив, его критиковали — зачастую крайне некорректно — несколько филологов старой школы (особенно Каспар Шоппе и Скалигер). Его даже обвиняли в том, что на многие грамматические обороты Беркли повлиял строй французского языка, и только исследователи XIX века (Дюпон) доказали, что эти «сомнительные» обороты имеют аналоги в латинском языке «серебряного века», то есть писателей I—II веков. Роман Беркли (как и грамматический трактат Страды) был кульминацией развития гуманистической латыни как живого языка, которая, хотя и была основана на текстах Цицерона, широко использовала заимствования из Петрония, Ливия, Саллюстия, Цезаря, Теренция и Курция. Грамматика, синтаксис и лексика языка «Аргениды» восходят к классическому латинскому языку: Й. Эйсевейн провёл сплошную выборку по 250 страницам текста и обнаружил, что там невозможно найти неологизмов или терминов, которые бы не встречались во времена Цицерона (в том числе прилагательные с приставкой sub). Некоторые конструкции и выражения были распространены уже в эпоху Ренессанса (например, «invaletudo») и оттуда перекочевали в текст Беркли. Лексика «Аргениды» включает ряд уникальных слов, например, единственное во всём корпусе латинских литературных текстов использование персидского заимствования со значением «сигнальный огонь» — angarus. Иногда Беркли использовал поэтическую лексику в прозаическом тексте, например, inservo (из Стация) вместо conservo. Вообще стиль Стация оказал самое сильное воздействие на стихотворения в тексте романа. Сэмюэл Кольридж, большой поклонник романа, писал, что «„Аргенида“, стиль и латынь которой <…> подобны Тацитовым в энергии и подлинной лаконичности, и столь же проницательны, как у Ливия, и одновременно свободны от украшательств, неясности и жажды изумлять первого, и выглядят своего рода противоположностью неторопливости и многословию последнего…». Поэзия играла в тексте «Аргениды» особую — повествовательную и комментирующую — роль. Среди 27 стихов встречаются практически все жанры — пастораль, сатира, плач, эпиталама и эпическая ода.
Особенностью стиля Беркли является то, что он не пытался разнообразить речи своих персонажей, а также вводить элементы языковой игры. Например, в первой книге в сцене, когда крестьяне пытались поймать бежавшего Полиарха, Архомброт не понял их диалекта, хотя сам автор утверждал, что его персонаж знал греческий. Соответственно, и все иностранные подданные и их владыки говорят на латыни, в том числе сардинцы и африканцы.

### Романтическая линия и сквозные сюжеты
Одной из причин популярности «Аргениды» в течение двух веков являлось то, что роман содержал полный набор эпизодов и тем, распространённых в литературе XVII века, равно свойственных и романическому жанру. В основе сюжета — любовь прекрасной принцессы к принцу-инкогнито, царственное происхождение которого открывается в конце сюжета, уже после совершённых им подвигов. Также сюда вплетены мотивы разлуки влюблённых под воздействием неодолимых обстоятельств, подмены младенца, переодеваний героя и его ухищрений, чтобы попасть на свидание, отравленная одежда и подмена писем. Многие из этих мотивов уже были знакомы публике, поскольку встречались в античных греческих романах или рыцарских текстах, наподобие «Амадиса Гальского», широко известных во Франции и Испании времён Беркли. В романе были представлены и другие сюжеты, распространившиеся затем в галантной и романтической литературе. Так, в произведении происходит воссоединение матери и сына, который был отнят у неё при рождении и воспитан простолюдинами (книга IV). Влюблённые Аргенида и Полиарх, разрываясь между любовью и долгом, решили пожертвовать своими чувствами после того как, обсудив возможность побега, поняли, что такой выход недостоин их царственного статуса (книга III). Во второй книге приведён вставной сюжет о двух благородных разбойниках, которые, совершив серьёзное преступление, были приговорены к чаше с цикутой. Их смерть прямо отсылает к платоновскому «Федону». В «Аргениде» много пространных описаний: например, садов Гианисбы в Мавретании с видом на Атласские горы (книга II), украшений царского корабля Мелеандра (книга II), вооружения и использования боевых слонов (книга IV). В романе присутствуют даже юмористические сцены, но их действующими лицами являются лишь простолюдины и слуги — благородным воинам шутить не пристало. В пятой книге хитрый слуга украл у Полиарха денег больше, чем даже намеревался вначале.
Вместе с тем любовная линия в «Аргениде» была необычна в контексте литературы того времени. Отсутствуют не только сцены объяснений, но даже и описание самых невинных поцелуев или целомудренных объятий. Как отмечала Хелен Мур, влюблённые Полиарх и Аргенида почти никогда не остаются наедине друг с другом, а их энергия направлена на избежание грозивших их любви опасностей и подрыв патриархальной власти Мелеандра. Любовь Аргениды описывается Х. Мур как «династический прагматизм»: любовные неприятности стимулируют её активность и стратегические таланты, и она даже способна сопротивляться отцу. В этом отношении Аргенида представляет гораздо большую угрозу для власти Мелеандра, чем Ликоген или Радиробан. Именно Аргенида иллюстрирует принцип необходимости полного контроля над своими чувствами для монарха, особенно это проявляется в сцене, когда она изобличает предателя. В письме Полиарху (из IV книги), в чьих чувствах и активности она не уверена, Аргенида даже угрожает покончить с собой, если совершится её свадьба с Радиробаном.

### Антикварная эрудиция
Джон Беркли любил демонстрировать свою эрудицию. Например, в начале III книги он использовал термин siticen, едва ли известный среднему антиквару его времени. Слово это, означающее музыканта на похоронах, автор «Аргениды» позаимствовал из Авла Геллия и задействовал контекстуально в сцене похорон солдат, погибших при мятеже Ликогена против Мелеандра. Такого рода моменты не единичны и много значили для читателей-гуманистов.
Признаком эрудиции было и использование аллюзий, относящихся, как обычно в эпоху Ренессанса, к двум разновидностям. Первая — это цитаты из хрестоматийных текстов, которые могут остаться незамеченными менее эрудированным читателем, который следит лишь за содержанием, а не формой. Так, в шестом стихе второй поэмы книги III содержится краткая (в три слова) отсылка ко второй книге «Георгик» (253). Описание королевской крепости во второй книге, предшествующее первому стихотворению в этой части, основано на «Всеобщей истории» Полибия, но может быть прочтено и понято в контексте безо всякого знания первоисточника. Для эрудитов Беркли оставил подсказку: название крепости, странно звучащее на латыни, — «Эпейркте» — отсылает к греческому пассажу ό έπι τής Ειρκτής λεγόμενος τόπος из главы 56,3 первой книги Полибия. Имена персонажей могут напомнить знатоку Античности и об исторических событиях. Имя Архомброта отсылает к спартанскому царю Клеомброту, а имя Полиарха создано, вероятно, по образцу Поликрата.
Вторая разновидность аллюзий требует от читателя самостоятельной мыслительной работы и разысканий в источниках, причём оставленные намёки были понятны читателю, получившему обычное гуманистическое образование. Например, в сцене первой книги, где охваченная паникой Тимоклея скачет на коне, крича «nec mitius quam in Phrygio aut Thebano furore», это сразу вызывает ассоциации с Кассандрой или вакханками. Равным образом, когда в начале третьей книги облачённый в доспехи Мелеандра Архомброт выигрывает битву, на его знамени написано «Patroclo maioribus armis fefelli», чего совершенно достаточно, чтобы вспомнить историю Патрокла из «Илиады». После первого стихотворения третьей книги охваченная тоской по Полиарху Аргенида оплакивает его изгнание в страну лотофагов, что отсылает к «Одиссее». Намного реже встречаются аллюзии, доступные только специалисту-филологу. В первой книге, перед описанием подготовки бегства Полиарха (ниже следует шестое стихотворение), приведена следующая цитата: «Caedem enim vel lui ve! purgari iudicio adeo mos est ut ipsum Martem ferant, caeso Halirrhotio, in Areopago causam dixisse». В данном случае только очень образованный читатель вспомнит, что Галлиротий был сыном Посейдона, убитым Марсом, и поймёт, что это латинский эквивалент пассажа 1258—1263 «Электры» Еврипида.

### «Эфиопика» и «Киропедия» — античные источники «Аргениды»
По утверждению М. Райли и Д. Притчард Хьюбер, наибольшее влияние на текст Беркли оказали два античных текста, которые с некоторой натяжкой можно отнести к жанру романа: «Эфиопика» Гелиодора и «Киропедия» Ксенофонта. Из письма Пейреску от 19 апреля 1619 года следует, что Беркли читал «Эфиопику» в латинском переводе. Текстологический анализ показывает множество параллелей в вязке эпизодов: оба романа начинаются со сцены на побережье, включают длинный вставной сюжет в середине текста с изложением истории прошлого главных героев, а битва между Полиархом и Радиробаном написана по образцу сражения в девятой книге «Эфиопики», хотя конкретные детали (и описания боевых слонов) заимствованы из повествования Ливия о вторжении Ганнибала в Италию. Роднят сюжеты также тема пиратов и тайна личности главного героя, которая раскрывается только в финале. Однако есть и существенные отличия: «Аргенида» — полностью рациональный текст, в котором совершенно отсутствуют столь важные для Античности темы пророчеств, вещих снов и прямого общения героев с богами. Аргенида практически не подвергается опасности или угрозе для её чести, за исключением казуса с Радиробаном. Однако Аргенида не является фокусом действия романа, её личность очень мало интересует автора. Не сообщается о её жизни до появления в романе, не упоминаются её мать или друзья, практически не описаны её занятия. В этом смысле «Аргенида» смыкается с рыцарскими романами, где бесплотная Прекрасная Дама служит лишь фоном для подвигов рыцаря. Мотив верности в любви и необходимости блюсти целомудрие любой ценой также заимствован из «Эфиопики». Однако политическая линия романа не имеет параллелей с творением Гелиодора.
«Киропедия», не являясь в полном смысле ни художественным, ни историческим текстом, содержала рассуждения Ксенофонта об идеальном правителе (Кир Великий — основатель Персидской империи). Устами Кира описывается идеальный порядок войска и расположения гарнизонов на захваченной территории, наставления для чиновников и военачальников. Несомненны параллели между описаниями типов правления в первой книге «Киропедии» (1, 3: 16—18) и первой книге «Аргениды», описания методов назначения губернаторов и обеспечения их лояльности (Cyr. VIII, 6: 1—6) в третьей книге романа Беркли; в рассуждениях о друзьях царя (Cyr. VIII, 2: 1—4; и первая книга «Аргениды»). В пятой книге сочинения Ксенофонта имеется вставной любовный сюжет об Абрадате и Пантее: Пантея, «прекраснейшая из женщин Азии», была поручена военачальнику Кира по имени Арасп, пока её муж Абрадат был отправлен с посольством в Бактрию. Несмотря на посулы и угрозы Араспа, Пантея хранила верность мужу. После возвращения Абрадат присоединяется к войску Кира и гибнет в сражении за Сарды; после чего Пантея и все её слуги покончили с собой. На месте их смерти царь Кир воздвиг двойной памятник.
Как отмечала Х. Мур, «Киропедия» в течение всего периода XVI—XVII веков воспринималась как сочетание травелога и политического трактата в жанре «зерцала». Это сочетание Беркли использовал в «Аргениде» с исключительной эффективностью. Вероятно, образцом для него была и условная историческая реальность: ксенофонтов Кир мало соотносится с реальным Ахеменидом, да и Персия в повествовании более всего похожа на Спарту, а её политика напоминает греческую, а не восточную.

## Политический роман

### Два Беркли и проблема жанра
Отец Джона Беркли Уильям, который служил в Университете Анжера профессором гражданского права, опубликовал в 1600 году в Париже свой самый известный трактат De Regno et Regali Potestate, направленный против противников монархии, неважно — католиков или протестантов (в том числе Бьюкенена, Ланге и Буше). Это было профессиональное обоснование абсолютной монархии, основанное на Божественном праве. Иными словами, Беркли-старший утверждал, что власть не может быть получена от людей, но только Божьим произволением. Соответственно, суверенитет монарха не может быть ничем ограничен, причём король превыше законов, которые устанавливает сам. Никто, кроме Бога, не может судить его действий, а восстание против законного монарха не может быть оправдано никакими причинами. Соответственно, Беркли отрицал сословное представительство и парламенты. Незадолго до смерти Уильям Беркли закончил трактат De Potestate Papae, опубликованный его сыном в 1609 году на средства короля Якова. Здесь обосновывалась разница между преходящей светской властью и вечной — духовной, поэтому духовный владыка — Папа Римский — имеет право ограничения власти суверенов или даже их низложения во имя спасения душ их подданных. При этом добрые христиане в обычных условиях — такие же подданные своего монарха, как и все остальные, и церковь не может вмешиваться в дела светской власти. Ему оппонировал кардинал Беллармин, который отстаивал соединение вселенской светской и духовной власти в руках папства.
Известный историк и философ истории Райнхарт Козеллек следующим образом характеризовал основную политическую идею романа. Взгляды Джона Беркли формировались на чужбине, под травматическим воздействием Священной лиги и «Порохового заговора». Разделяя монархические взгляды, он столкнулся со следующей дилеммой: либо монарх вернёт народу свободу, либо обеспечит постоянный внутренний мир, ради которого подданные сами откажутся от свободы. Беркли придерживался концепции не общественного, а суверенного договора, вручая монарху право жизни и смерти и право передачи этого права с ответственностью за него. Монополия на внутренний мир делала невозможным существование оппозиции в любой форме, так же, как и терпимость к политическим противникам. Абсолютная власть, ограничиваемая только Богом, требовала и абсолютной ответственности, которая и являлась главной обязанностью монарха перед Богом и людьми. Либо он подчинит своей власти всех, либо он сам подпадёт под чьё-то господство.
В диссертации Г. Преснякова показано, что роман Джона Беркли был новаторским в жанровом отношении. «Аргенида» — философско-политический роман, в котором проявился синтез беллетристики с публицистикой. Заложенные Беркли-младшим тенденции оказали сильнейшее влияние на развитие и трансформацию романного жанра в XVIII—XIX веках, что и послужило причиной возвращения к тексту «Аргениды» в трудах прежде всего французских и немецких литературоведов. Беркли оказал несомненное влияние на прециозную литературу, прежде всего — французскую. «Аргенида» внесла в галантный жанр отклики на события политический жизни. В этом плане фенелоновы «Приключения Телемака» стали очередной фазой в развитии художественной формы «Аргениды». В известной степени «Аргенида» подготовила путь развития просвещенческой философской повести, прежде всего у Вольтера. Джон Беркли ставил перед собой триединую задачу: во-первых, дать наставления правителю, как следует управлять государством; во-вторых, обличить противников монархии как государственного устройства; в-третьих, наглядно изобразить нравы и пороки своего времени. Всё это следовало представить в максимально доходчивой и увлекательной форме.

### Контекст: Беркли, Ботеро и Липсий
Ф. Буше помещал «Аргениду» в общий контекст политических латинских текстов эпохи Ренессанса, ставя её по крайней мере рядом с «Утопией» Т. Мора. В политической мысли XVI—XVII веков, условно говоря, господствовали два течения, основные положения которых задавались набором античных текстов, особенно Тацита, и «Государем» Макиавелли. Макиавелли в своих трудах полемизировал с античными авторами, в частности с Ливием и Аристотелем, тогда как его последователи могли комбинировать взгляды всех перечисленных в самых произвольных сочетаниях. Собственные политические взгляды Беркли формировались на основе тацитизма в версии Юста Липсия, который был известен эталонными латинскими изданиями и интерпретациями текстов «Истории» и «Анналов». По выражению Ф. Буше, «морализм Тацита стал противоядием от цинизма Макиавелли». Немалое влияние оказали на Беркли и труды Джованни Ботеро, который подытожил отношение к макиавеллизму в традиции XVI столетия. По Ботеро важнейшим в наследии Макиавелли было создание теории рационального управления государством и избавления от внешних и внутренних угроз. В число последних входили «жестокость князей по отношению к подданным, похоть и коррупция с непотизмом, которые приводят к крушению королевского достоинства и неспособности внушать уважение, верность и послушание, как того требовал Ливий». Основными добродетелями правителя являются благоразумие и авторитет, без первого правитель слеп, без второго — беспомощен и не может повелевать. Однако рационализм и имморализм Ботеро категорически отвергал и считал эталоном государства теократию, причём правитель как помазанник Божий является прежде всего совестью общества («consiglio di coscienza»); служение правителю является служением Богу.
Беркли был ещё ребёнком, когда в свет вышли основные политические работы Липсия «О постоянстве» и «Политика». Главной задачей их автора было доказательство, со ссылками на множество античных и современных ему авторов, что монархия — самый естественный и рациональный способ правления, исходя из её природосообразности и древности. Набор добродетелей правителя у Липсия был примерно тем же: справедливость, милосердие, добросовестность и умеренность. Однако Ботеро больше внимания уделял взаимообразности отношений государя и подданных: любовь подданных к владыке зависит от пользы, которую они получают. Это полностью противоречило рассуждениям Макиавелли о том, что подданные должны бояться и уважать своего правителя. Большое внимание в своей «Политике» Липсий уделял также религии, утверждая, что государство должно поддерживать полное единомыслие и безжалостно подавлять ереси; однако диссиденты, которые не проявляют себя открыто и не вредят государству, не должны преследоваться. Этот трактат был одобрен кардиналом Беллармином.
Всё перечисленное было использовано Беркли в суждениях его героев. По мнению Ф. Буше, особенно влияние Липсия проявилось в диалоге Архомброта и Ибурранеса: последний, стремясь умерить воинственный пыл друга Полиарха, взывал именно к милосердию. Религия не может использовать насилие, а князь-победитель, торжествуя над побеждёнными, уничтожает почву, на которой стоит, и сам готовит себе погибель.

### Политические диалоги в «Аргениде» и кардинал Ришельё
Кардинал Ришельё был одним из самых внимательных читателей романа Беркли, однако первые исследователи кардинальского наследия обычно преувеличивали степень влияния этого чтения. Ярким примером является Пьер Бейль, который в своём «Историческом и критическом словаре» прямо писал, что кардинал вывел свою политическую программу из «Аргениды». По мнению Ф. Буше, действия Ришельё к моменту его прихода к власти в 1624 году в наибольшей степени смыкались с политической программой Беркли. Кардиналу пришлось столкнуться с двойной оппозицией — дворянства и гугенотов — и, поступившись на первых порах гордостью, не разворачивать новой войны. Напротив, он подтвердил свободу вероисповедания, предоставленную Нантским эдиктом, хотя и поощрял возвратившихся в лоно Римской церкви. С другой стороны, любая попытка политической и военной организации протестантов сразу вызывала жёсткую реакцию королевской власти. Тем не менее Беркли не упоминался в «Политическом завещании» Ришельё, в котором тот более всего ссылался на Плутарха и Тацита.
Беркли предназначал «Аргениду» для развлечения и поучения правителей. В романе были подняты практически все насущные для политика XVII века вопросы, в том числе об опасностях, грозящих королям, проблеме выбора министров, исправление медлительности магистратов, воинский набор, повышение налогов и сохранение казны, отношение к феодалам, губернаторам провинций, бунтовщикам и еретикам. Политические диалоги в третьей книге «Аргениды» Беркли явно писал, отталкиваясь от платоновского «Государства», и стремился противопоставить различные точки зрения, чтобы читатель сам пришёл к тем же выводам, что и автор. В одном из таких диалогов поэт Никопомп (alter ego Беркли), Эвридем и племянник и сторонник Ликогена Анаксимандр, распивая вино с мёдом, устраивают дискуссию, есть ли у пчёл царь. В ходе долгого диалога Никопомп отстаивает идею естественности и природоособразности монархии, Анаксимандр колеблется между республикой или дворянской олигархией, а Ликоген, руководствуясь личными интересами, защищает выборную монархию. В конце концов Дунальб демонстрирует невозможность временной власти и рекомендует всем собравшимся наследственную монархию, ибо избранный правитель не сможет отрешиться от временности своего статуса и как человек подвергнет себя и государство опасности. Этот эпизод восходит к главам 80—82 третьей книги «Истории» Геродота, в которых заговорщики после убийства магов и лже-Смердиса обсуждают будущий способ правления Персидской державой. При этом Отан предлагал передать власть народу, Мегабиз — ввести олигархию, а Дарий — монархию.
В другом диалоге Эвридема с Дунальбом в присутствии Мелеандра обсуждается вопрос о введении регулярной армии из-за чрезмерно частых внешних и внутренних войн. Содержание его не столь однозначно, как можно было бы предположить: с одной стороны, армия, которая постоянно в боевой готовности, даже в дни мира, внушает трепет подданным и не препятствует заключению дипломатических союзов. Её легко поднять в случае внезапного нападения извне или перебросить в мятежную провинцию, прежде чем восстание разрастётся и наберёт силу. С другой стороны, такая армия требует огромных расходов. Не слишком ценил Беркли и представительные органы. Когда Радиробан напал на Мавретанию, Гианисба, чтобы ввести чрезвычайный военный налог, вынуждена совещаться с выборными от сословий, что немало изумило Полиарха. В этом плане Беркли был всецело на стороне Макиавелли и Тацита, которые сходились в том, что во время чрезвычайных обстоятельств государь должен ставить себя превыше закона.
Беркли не мог не уделить внимания двум главным проблемам Французского (в особенности) королевства: своеволию феодалов и религиозным войнам. Канцлер Клеобул произносит в присутствии Мелеандра прочувствованную речь о том, что царь должен искоренить частные армии и крепости феодалов, если они не находятся на границах или в морских портах. Никакие заслуги перед государством не могут служить оправданием корней сепаратизма; равно он отстаивал передачу наследственных прав лишь на ограниченное время. Автор «Аргениды» не жалел выражений по адресу секты гиперефанян (гугенотов), последователей Узинулька (Кальвина) — ничтожного меньшинства подданных, которые охотно участвуют в любых волнениях, крушат храмы и сжигают города, «служа яростным фуриям огнём и кровью». Архомброт предлагает истребить их всех до единого, но мудрый Ибурранес возражает ему, что на Сицилии множество молодых людей, которые переходят на сторону мятежников из простого желания показать свою доблесть, а суровые преследования только укрепят тех, кто склонен к упрямству, мученичество же лишь умножит число последователей Узинулька. В этом Беркли был ближе к Макиавелли, чем к Ботеро, ибо последний призывал правителей делать с протестантами то же, что фараон с евреями в Ветхом Завете — лишить их любой возможности приобрести благородство статуса и высокие чины. Таким образом, Архомброт, выражая интересы Священной лиги, иллюстрирует тот факт, что религиозные войны объясняются только слабостью королевской власти. Макиавелли в своё время очень одобрял действия папы Юлия II, заявив, что Князь церкви должен был в момент кризиса править церковью как князь земной.
В общем Ф. Буше утверждал, что Беркли в меру своего понимания предвосхитил реальные проблемы правления Людовика XIII, поэтому его главный замысел оказался исполненным. В известной степени барочные фигуры романа предвосхитили церемониал и стиль царствования Людовика XIV.

### Тема пиратства
Тема пиратства присутствовала в романах Античности и Ренессанса, однако в «Аргениде» её подача была существенно модернизирована. Пираты в елизаветинской литературе обычно представлялись в романтизированном ключе, что отражало их статус в антииспанской внешней политике. Напротив, в романе Беркли пираты представлены как низшие существа, что, по-видимому, отражало и политику короля Якова, при дворе которого он некоторое время служил. Пираты присутствовали в двух важных эпизодах романа, причём читателю предоставляется большая свобода в интерпретации отношения автора. Первое упоминание о пиратах представлено в первой книге, в рассказе Тимонида о появлении Полиарха на Сицилии, когда он чудом спасся при кораблекрушении и избег гибели или пленения пиратами. Второй эпизод, связанный с пиратами, вписан в политический контекст и помещён во вторую книгу, в сцены атаки Радиробана на царство Гианисбы. Здесь помещён отдельный диалог Полиарха и Гианисбы о преследовании пиратов, в котором Полиарх занимает бескомпромиссную позицию и требует драконовских мер. Более того, в сюжете существенную роль играет вопрос о том, кто именно является пиратом. В одном из эпизодов Полиарх настолько увлёкся борьбой с пиратами, что даже запоздал на Сицилию и чуть было не потерял Аргениду. Клэр Джоуитт в специальном исследовании делала вывод, что Беркли противопоставлял в своём романе идеальный дворянский и отвергаемый им купеческо-пиратский образ жизни и модель образа действий и потому переводил вопрос пиратства из экономической в политическую сферу. Действия пиратов в отношении главных героев романа служат своего рода масштабной линейкой и показывают успехи или неуспехи в проведении монархической политики.

## «Аргенида» в истории европейской литературы
В посвящении королю Людовику XIII Беркли гордо писал, что его роман представляет новый жанр, «никогда прежде невиданный». По мнению М. Райли и Д. Притчард Хьюбер, это соответствует действительности: «Аргенида» далеко отошла от изощрённых куртуазных и рыцарских текстов своей эпохи. В сюжете нет волшебства или сверхъестественного спасения от смерти, нет и длинных рассуждений о природе любви, как в «Кире» мадам де Скюдери.

### Англия, Франция, Германия
По замечанию Й. Эйсевейна, в латинской литературе — античной, средневековой и ренессансной — объёмные художественные тексты редки, вплоть до того, «что их можно пересчитать по пальцам». Беркли, таким образом, должен считаться создателем жанра романа на латинском языке: «Сатирикон» Петрония сохранился в не связанных друг с другом обрывках, не все из которых были известны и опубликованы в XVII веке, а «Золотой осёл» Апулея представляет собой цикл слабо связанных между собой новелл, самой объёмной из которой является история Амура и Психеи. Между поздней Античностью и временем жизни Беркли в этом ряду стояли лишь несколько текстов, в том числе «История о двух возлюбленных» Пикколомини в стиле Боккаччо, а также «Повесть героическая» XIV века, которая и в 1980-е годы оставалась неопубликованной. «Утопия» Томаса Мора также должна находиться в этом ряду, хотя не имеет сюжета и с трудом может быть обозначена как роман. Однако именно творение Мора задало модель рефлексии реальных политических и общественных проблем в аллегорической форме и в рамках вымышленного мира. Когда Дж. Беркли создавал свой первый роман «Эвформионов Сатирикон», в его распоряжении был только роман Петрония, влияние которого бесспорно, вплоть до заимствования ведовских мотивов, а также отсутствия сюжета. За пятнадцать лет, разделяющих «Сатирикон» и «Аргениду», в распоряжении Беркли как образцы для подражания появились греческие романы, особенно «Эфиопика» Гелиодора, латинский перевод которой был опубликован в Базеле ещё в 1552 году. Й. Эйсевейн заявил, что «Аргенида» — это высшее достижение интеллектуальной культуры Рима XVII века и «без сомнения, лучший роман из написанных на латинском языке».
«Аргенида» породила довольно представительный ряд политических и аллегорических романов на латинском языке, которые публиковались в течение следующих 120 лет, вплоть до 1741 года. Среди наиболее резонансных текстов в этом ряду выделялись: «Новый Иерусалим» Сэмюэла Готта (1648, в этой протестантской утопии два джентльмена из Оксфорда совершают паломничество в Иерусалим, где обнаруживают, что все евреи приняли крещение и построили совершенное христианское государство); «Перуана» Клода Моризо (1644), в котором король Людовик XIII именовался Великим Инкой, а кардинал Ришельё — Пусарой; и опубликованное в 1741 году «Подземное путешествие Нильса Клима» датско-норвежского писателя Людвига Хольберга. «Аргенида» была последней книгой, которую читал умирающий Лейбниц; 21-летний Гёте, занимаясь латинскими штудиями, внимательно изучал роман. На волне успеха в 1669 году бенедиктинец Луи Габриэль Буньо опубликовал продолжение — роман «Архомброт и Теопомп, или барклаевой „Аргениды“ вторая и третья части»; причём под Архомбротом имелся в виду Людовик XIV, а под Теопомпом — наследник-дофин. До этого в Руане выходила «полупорнографическая» (по выражению Райли и Притчард Хьюбер) пародия одновременно на «Эвформиона» и «Аргениду», опубликованная Джеймсом Хьюмом в 1633 году (Pantaleonis Vacinia Satyra). Иными словами, Джон Беркли заложил основы нового литературного направления, которое в полной мере было развито столпами французской литературы XVII века: Гомбервилем, Ла Кальпренедом и мадам де Скюдери. В Англии после гражданской войны было создано как минимум пять политических романов в духе Беркли, которые позволили осмысливать события революции.
История распространения романа Беркли в культуре германских государств (и тяготеющей к ним Венгрии) оказалась чрезвычайно длительной. Именно в немецких издательствах в XVIII веке вышло наибольшее число латинских и переводных изданий этого произведения. Наиболее издаваемый немецкий перевод Мартина Опица впервые увидел свет в 1626 году и многократно воспроизводился. Последний по времени перевод Густава Вальца, опубликованный в Мюнхене в 1891 году, предназначался для научных целей и практически был подстрочником к латинскому тексту. Согласно мнению Дитмара Пейля, именно в германских и венгерских изданиях проявилась особенность эмблематического романа «с ключом», популярным у читателей эпохи барокко, а именно — наличие аллегорических иллюстраций, которые придавали тексту дополнительное измерение и требовали расшифровки. При этом гравюры по меди, помещённые в нюрнбергские издания, выпущенные между 1672 и 1776 годами, и венгерское издание 1792 года, не связаны прямо с содержанием текста, а ключом к их пониманию служат поясняющие дистихи морального толка. Имена художника и гравёра нюрнбергских изданий остались неизвестными, для венгерского за изображения отвечал Антон Тышлер. Изображения заключены в рамку форматом примерно 12—15 × 6,5—8 см и содержат ренессансно-барочное триединство символических фигур, собственно стиля изображения и подписи (Icon или Imago, Lemma или Motto и Epigramma). Для понимания как самих иллюстраций, так и политического контекста, в который они вписывались, существовали специальные трактаты, наподобие Idea de un principe politico christiano Диего де Сааведра Фахардо, который в 1655 году был напечатан в Амстердаме на немецком языке.
В общем М. Райли и Д. Притчард Хьюбер признают выдающуюся роль «Аргениды» в становлении жанра романа во всех европейских литературах. Более того, успех этого текста расширил читательскую аудиторию и помог преодолению предубеждения против прозаических художественных текстов. В условиях разложения феодальной патронажно-клиентельной системы успех романного жанра позволил следующему поколению писателей существовать за счёт расширявшегося книжного рынка, что гарантировало им карьеру и средства к существованию. Роман стал полноправным литературным жанром, вписанным в контекст текущей современности и позволяющим озвучивать самые злободневные проблемы.

### «Аргенида» в Испании
В среде образованных испанцев имя Джона Беркли стало известно сразу после выхода в свет «Эвформиона» и трактата «Зерцало душ» (Icon animorum) — между 1604 и 1614 годами. Общеевропейская слава «Аргениды» не прошла мимо Пиренейского полуострова, результатом чего стал почти одновременный перевод этого романа на испанский язык, выполненный двумя разными авторами: доном Хосе Пелиссером де Оссау Саласом-и-Товаром и лиценциатом Габриэлем де Корралем. Об обстоятельствах перевода и его выхода в свет сохранилось чрезвычайно мало документальных свидетельств. Дон Хосе Пеллисер, родившийся в 1602 году, получил юридическое образование в Алькале и Саламанке, вершиной его карьеры стала должность историографа королевств Кастилии и Арагона, которой он удостоился в 1636 году. Он был одним из авторитетных и высоко ценимых историков, писателей и литературных критиков Испании XVII века. Перевод «Аргениды» был одним из первых объёмных литературных трудов 24-летнего писателя; кроме того, в 1626 году он напечатал экстракт из французского «Продолжения» романа под своей фамилией. Менее известный ныне Габриэль дель Корраль (1588—1646) также был знаменитым литератором своего времени, с 1622 года он состоял членом мадридской Поэтической академии. Главным его произведением считается пасторальный роман в стихах и прозе La Cintia de Aranjuez 1629 года.
Оба перевода «Аргениды» были выполнены со второго парижского издания 1622 года, что является единственным основанием для датировки; в 1625 году рукописи поступили в цензуру. Перевод Корраля получил цензурное дозволение 5 ноября 1625 года, а Пеллисера — 16 ноября. В предисловии к переводу Корраля говорится о лихорадочной поспешности подготовки издания, из чего иногда делается вывод, что он стремился опередить конкурента. Чарльз Дэвис обращал внимание на причудливую историю «Аргениды» в Испании «Золотого века»: двое известных писателей одновременно выпустили в свет два точных полных перевода, причём не сняли этим потребности в латинском тексте, единственное издание которого увидело свет в Сеговии в 1632 году. Хуан де Хауреги очень высоко оценивал оригинал Беркли и написал предисловие к переводу Корраля. Аналогичное предисловие к изданию Пеллисера опубликовал Габриэль де Монкада.
Огромное внимание к роману Беркли в Испании объяснялось спецификой литературной ситуации в стране, где на книжном рынке и в библиотеках культурных людей безраздельно господствовали рыцарские и пасторальные романы, к которым относились и важнейшие творения Сервантеса — «Дон Кихот» и «Странствия Персилеса и Сихизмунды». Этот контекст существования испанской «Аргениды» в равной степени отмечали Кальдерон (поместивший роман рядом с «Деяниями Эспландиана» и «Амадисом») и жившая спустя два века Лида де Малкиэль. И Пеллисер, и Корраль связывали оригинал Беркли с «Эфиопикой» Гелиодора и восхваляли автора за точное воспроизведение особенностей античного жанра. В предисловии к переводу Пеллисера автора именовали «опьянённым чистейшим латинским духом», а в предисловии к изданию Корраля Беркли удостоился комплиментов за то, что отказался от лаконичной краткости, которую поддерживали Тацит в древности, Кассиодор в Средневековье и Липсий в Новое время, но также не следовал изощрённости стиля, начатой Цицероном, продолженной Апулеем и Сидонием Апполинарием. Иными словами, испанские интеллектуалы считали Беркли достойным стоять в ряду величайших латинских писателей и стилистов.
Карл Шмид считал, что перевод Корраля был более вольным и менее точным, чем Пеллисера, ту же точку зрения разделяла Лида де Малкиэль. Однако сопоставлявший латинский и испанский тексты Чарльз Дэвис утверждал, что переводы равноценны, а самым существенным их отличием является то, что в конце большого диалога об астрологии Пеллисер опустил неприличное стихотворение, в котором высмеивалась гадалка, не способная определить, «кто навалил кучу». В переводе Корраля оно приведено без купюр. Перевод Пеллисера был более дословным, и, как в своих французских и английских аналогах, он шёл на латинизацию синтаксиса и лексики испанского языка и буквалистскую пословную передачу. Он также воспроизводил витиеватый стиль оригинала и стремился к распространению эпитетов и стихов. В результате перевод Пеллисера длиннее текста Корраля на 25 000 слов — почти на 10 %. Корраль больше стремился к удобопонятности и сохранению строя испанского языка, но жертвовал характерными особенностями латинского оригинала. В условиях господства в высокой испанской культуре гонгоризма латинизирующий, тёмный по смыслу перевод Пеллисера быстро вытеснил своего конкурента.
Из-за негативных упоминаний об Испании в Icon animorum и фривольности «Эвформиона» Джон Беркли в 1632 году попал в испанское издание «Индекса запрещённых книг» на том основании, что он служил при протестантском дворе короля Якова. Цензор счёл, что и в «Аргениде» некоторые отрывки несут оскорбительный смысл для церкви и королевской власти (вероятно, имелось в виду и отождествление Сардинии с Испанией, а её царя — с Филиппом II). Тем не менее ещё в 1650-е годы авторитетные испанские авторы ссылались на «Эвформиона» и Icon animorum, в том числе в распространённых в ту пору трудах по эмблематике. Хуан де Солорсано Перейра в своей «Эмблематике» восхвалял «Аргениду» и поместил перевод стихотворения о табаке из «Сатирикона». Наконец, и Лопе де Вега цитировал Беркли как величайшего авторитета в латинской прозе, а Бальтасар Грасиан непомерно славословил его в своём «Критиконе». Пиком популярности «Аргениды» в Испании стали 1630-е годы, отмеченные даже сценической адаптацией Кальдерона под названием «Аргенида и Полиарх».

## «Аргенида» Вацлава Потоцкого

### История создания
Первый польский перевод романа Беркли выполнил во второй половине XVII века Вацлав Потоцкий. Потоцкий перевёл прозаический оригинал стихами, сохранив особенности сюжета, но добавив отсылки к актуальным для того времени событиям польской истории. Польский исследователь Владислав Бобек посвятил переводу Потоцкого специальную монографию, вышедшую в 1929 году. Исследователь, сопоставив перевод с оригиналом, пришёл к выводу о том, что «Аргенида» вошла в общую традицию барочного польского эпоса XVII века. Д. Чижевский отмечал, что барочная польская литература была представлена в том числе протестантами-радикалами, особенно унитариями, которых в те времена именовали «арианами». Потоцкий по воспитанию был именно арианином, вынужденно перешедшим в 1658 году в католицизм.
В Польше Джон Беркли стал известен ещё при жизни — после выхода в 1614 году его книги Icon animorum («Зерцало душ»). Шотландец описывал Польшу примерно так же, как в то время представляли любую другую восточноевропейскую страну: отдалённый лесной и болотистый край, населённый полудикими обитателями, которые снабжают цивилизованные страны мехами и медами. Это вызывало резкую отповедь польского юриста С. Кржиштановича в сочинении 1627 года Respublica sive status regnia Poloniae. Не меньшее раздражение эти суждения вызвали и у Лукаша Опалинского, что вылилось в написание «Защиты Польской» (пол. Obrona Polski przeciw Janowi Barclayowi, 1648), наполненной яркими инвективами. По мнению В. Бобека, В. Потоцкий обратился к творчеству Беркли именно из-за казуса с «Зерцалом», но был впечатлён «Аргенидой», которая соответствовала и особенностям его мировоззрения, в котором человек рассматривался как игрушка в руках Бога. При переводе «Аргениды» актуальной была антишведская и антиавстрийская позиция, причём Потоцкий не скрывал симпатий к Яну Собескому и осуждал выборность королей Речи Посполитой. Автор-переводчик откровенно писал: «Как Христос с церковью и муж с женою, так должен быть соединён король с Речью Посполитой». Общая сюжетная канва при этом осталась в неизменном виде. После выхода в 1658 году антиарианского указа для Потоцкого важна была и тема веротерпимости, отчётливо представленная в романе. Исходя из этих конкретно-исторических обстоятельств, В. Бобек относил начало работы Потоцкого над переводом ко времени после 1660 года, а окончание — к периоду не позднее 1669 года, когда переводчик уже цитировал польскую «Аргениду» в других своих сочинениях.

### Поэтика
К переводу «Аргениды» вполне приложима общая характеристика Потоцкого как поэта. Синтаксис его речи при исключительном богатстве языка подчас усложнён и тяжёл, что объяснялось следованием украшательской тенденции барокко вообще. Основным стихотворным размером был классический тринадцатисложник с цезурой после седьмого стиха. «Не удовлетворяясь известными рифмами, Потоцкий ищет и новые; рифмует, в частности, разные грамматические формы (не только, скажем, глагольные с глагольными, а, например, сравнительную степень с местоимением). Частое явление у него — разбивка на два стиха объединённого общим ударением оборота и т. д.» Это неизбежно приводило к увеличению объёма: там, где в латинском оригинале Беркли было 12 стихов, у Потоцкого могло быть до 32. Характерно широкое использование инверсий и подчинение польского синтаксиса латинскому с подлежащим в конце длинных периодов. А. Н. Пыпин характеризовал Потоцкого как отличного версификатора. Владислав Бобек также утверждал, что стихотворный текст «Аргениды» гладок, а рифмы удобны в произношении и используют похожие по написанию слова: połeć — zdołeć, spumie — prumie, dzieła — nakarmieła, zdarzyło — dziło, fortunie — korunie, korona — fortona, chodzi — złodzi (=ej), czyli — Sycyli, relia (=re- lija, religja) — mija и т. д. Возвышенный стиль передаётся при помощи архаизмов: «в Боге» — w Bodze (вместо: w Bogu). При переводе латинских стихов и эпитафий Беркли Потоцкий прибегал к одиннадцати- и восьмисложнику и не пытался экспериментировать с гекзаметром.
По мнению В. Бобека, Потоцкий был отличным знатоком польского языка, стиль его характеризуется как «живой, гибкий и эмоциональный», что достигалось смешением регистров и переходом от высокого стиля к просторечию.
Niegodna tak podła krew, żeby mężna ręka 

Nią się paskudzić miała; rozum to ponęka.

Bydło z chlewa wywarte, rozdrażnione wieprze, —

Poliarcha nie znając, w cię się chłopstwo weprze.
В то же время Владислав Бобек укорял Потоцкого за то, что тот «не ведает художественной умеренности, не знает, что такое полутона», и живописал отрицательных персонажей исключительно в чёрных тонах; напротив, положительные персонажи «белоснежны» и идеальны до безжизненности.

### Литературные особенности
Перелагая латинскую прозу польским стихом, Потоцкий, по выражению В. Бобека, «наложил на текст очень сильный отпечаток своей личности». Это выразилось, в частности, во множественных обращениях к читателю и отсылках к польским реалиям в романе на античную тему. Оригинал Беркли, хотя и был насыщен дидактикой, оставался творением аристократа, который стремился поучать, развлекая, поэтому мораль не отягощает сюжета и гармонично растворена в нём. Потоцкий-переводчик, напротив, отнёсся к оригиналу субъективно, вынося на первый план именно моральные ценности, которые иногда в его изложении превращались в сатиру. По мнению В. Бобека, именно в «Аргениде» впервые проявились мотивы, развитые затем Потоцким в «Хотинской кампании», «Фряжках» и «Моралиях». В пятой — заключительной — книге «Аргениды» дидактические стихи, комментирующие финальные события книги, по выражению В. Бобека, «своим числом окончательно разбили и без того рыхлый текст романа». Свои добавления Потоцкий никак не обозначал и не отделял от оригинального текста Беркли.
Потоцкий — по неумению или нежеланию — так и не смог отрешиться от современной ему польской действительности, воссоздавая на родном языке реалии романного мира. Беркли, не избегая анахронизмов, стремился тем не менее воссоздать атмосферу античности, свободно пользуясь своей огромной эрудицией, чтобы затушевать современную ему действительность. Потоцкий уступал Беркли в образованности и не пытался воссоздать в своей поэме античный колорит: например, это выразилось в прямом упоминании церковных реалий, осуждении язычества. Переведённые с оригинала обращения к Юпитеру и другим античным божествам выглядят в этом контексте чужеродно, особенно на фоне осуждения мулл, бонз и православных попов. Перечислив многочисленные расхождения латинского и польского текста, В. Бобек охарактеризовал художественную реальность перевода Потоцкого как «исторический бигос».
Вацлав Потоцкий осознавал, что «Аргенида» — это аллегорический роман, он пытался продемонстрировать это и потенциальным читателям. Периодически Потоцкий был вынужден добавлять примечания: «Usinulca — анаграмма от Кальвина» (с. 144 издания 1697 года) или (на с. 310) в пассаже о чрезмерном количестве крепостей на Сицилии поспешно оговаривается: «во Франции, а не в Польше». Периодически Потоцкий пытался продолжать захватившие его мысли и идеи: так, в третьей главе второй книги (о гиперефанянах, то есть кальвинистах) он вставил резкий протест против религиозной нетерпимости, который, формально продолжая диалог Архомброта с Ибурранесом, совершенно не соотносился с прочим текстом.

## «Аргенида» Василия Тредиаковского

### Общественно-политический и культурный контекст появления «Аргениды» в России
В России роман Беркли стал известен примерно со второй половины XVII века и распространялся в рукописном виде в Киево-Могилянской академии. Известно, что латинское издание романа было в библиотеке Сильвестра Медведева. Со времени Феофана Прокоповича «Аргенида» регулярно встречалась в рукописных курсах пиитики в качестве рекомендуемого образца и оказывала влияние на идеологическое обоснование реформ. Более того, Феофан ставил книгу Беркли в один ряд с Тацитом и Ксенофонтом. М. В. Ломоносов также упоминал «Аргениду» и «Телемака», не отделяя их друг от друга, на том основании, что оба романа содержат «многие нравоучения, явственно или скрытно предложенные». По словам Г. Гуковского:

Через весь роман проходит одна мысль: нет зла страшнее государства в государстве, будь это партия сильного вельможи либо религиозная секта. Но Барклай, ставя так высоко идеал абсолютной монархии, осуждает тиранию; в речах Никопомпа развёрнута целая программа правительственной деятельности монарха; он должен управлять сообразно потребностям страны. Поклонники «Аргениды» находили в ней поэтому и оправдание абсолютной монархии, и столь традиционный в XVII веке и в первую половину XVIII века урок царям; а на русской почве идеальный образ барклаева монарха естественно сливался с образом Петра, благодаря чему перевод Тредиаковского получил в условиях 1750-х годов совершенно несомненный граждански-прогрессивный смысл. Барклаев образ царя морально обязывал, внушал программу национальной политики; в последнем счёте, «Аргенида» Тредиаковского была в истории русской политической мысли 1750-х годов параллельным явлением, внушающим просветительскую программу одам Ломоносова.
Если в западноевропейской литературной и политической традиции «Аргенида» была заменена «Приключениями Телемака», то в России они были переведены (в 1724 и 1725 годах) и напечатаны (1747 и 1751) почти одновременно, причём В. К. Тредиаковский заботился о том, чтобы «Аргенида» была издана в том же формате, что и «Телемак» 1747 года. По выражению С. И. Николаева, подобное «вряд ли мыслимо в любой другой европейской литературе». Данный парадокс объясняется тем, что «Аргенида» и «Телемак» воспринимались как политические трактаты в форме художественных произведений. Это немедленно стало востребованным в петровскую эпоху, когда российская интеллектуальная элита в кратчайшие сроки была вынуждена адаптироваться к реалиям современного ей Запада. Художественное усвоение обоих романов происходило постепенно и было завершено Тредиаковским в его прозаической «Аргениде» и гекзаметрической «Телемахиде» (1766 года).

### Первый перевод 1725 года
Вопрос, каким образом Тредиаковский познакомился с текстом «Аргениды» и при каких обстоятельствах приступил к переводу, остаётся нерешённым. Это могло произойти в Славяно-греко-латинской академии в Москве, где «Аргенида» могла быть известна как в польском или французском переводе, так и в латинском оригинале. Существует также версия, что Тредиаковский, получив фундаментальное образование в латинской школе при капуцинской миссии в Астрахани, мог прочитать роман ещё на малой родине; не исключено, что и перевод ему заказали в Москве капуцины, глава миссии которых в середине 1720 года находился в городе.
О существовании первого варианта своего перевода В. К. Тредиаковский сообщил в предисловии к изданию 1751 года. Он вспоминал «продерзость», с какою взялся, «будучи ещё в Московских училищах, почитай токмо вступивши в реторический класс, превесть сию ж самую повесть», хотя читатели этого «студентского» перевода «не так были им недовольны, чтоб его всеконечно и совершенно ни к чему годным почли», и считал второй перевод «несравненно исправнейшим». В том же предисловии утверждалось, что рукопись существовала в единственном экземпляре и в 1751 году автору была недоступна. Поиски этой рукописи долгое время не предпринимались, и даже такой авторитетный литературовед, как Л. Пумпянский, сомневался в факте существования столь раннего перевода. Однако рукопись была найдена в ЦНБ АН УССР в составе собрания Киево-Печерской лавры (№ 335п/226). Формат её — в цельный лист, листов 317, бумага голландская, водяные знаки указывали, что изготовлена она была в 1716—1720-е годы. Почерк скорописный, это был автограф переводчика со многими исправлениями и зачёркиваниями. Заголовок гласил «Иоанна Барклаия Аргенида», то есть перевод не был подписан на титульном листе, но по особенностям стиля однозначно атрибутируется Тредиаковскому. На листе 315 имеется несколько вариантов росчерка, один из которых законченный — «Basilius Тrеdiakoff». Владельческая запись на титульном листе свидетельствует, что рукопись хранилась в библиотеке Иеронима Колпецкого, который с 1722 года преподавал в Московской славяно-греко-латинской академии и являлся одним из учителей и покровителей студента Тредиаковского. Они вместе отправились в дипломатическую миссию в Гаагу и даже жили в одном доме. Видимо, Тредиаковский забрал объёмную рукопись с собой в Европу, а отправляясь для дальнейшего обучения в Париж, доверил рукопись Колпецкому. Более увидеться им не удалось: в марте 1728 года Колпецкий вернулся в Россию и был отправлен в Киево-Печерскую лавру. После его смерти личная библиотека влилась в монастырскую.
Свой первый объёмный перевод семинарист Тредиаковский предпринял на церковнославянский язык. С. Николаев отмечал, что и в прозаическом, и в поэтическом тексте опознаются все характерные для стилистики зрелого Тредиаковского признаки, в первую очередь — следование латинскому синтаксису и свободная расстановка слов. В числе важнейших примеров: двойное отрицание («веема не без бегу», «не без охоты»); усилительная частица «ж», не образующая слога («кровныя ж поты»), многочисленные восклицания:
…едва фракийско покинул лишь поле

и колхийский остров, уж скачет ретко

(оле!)

того века, кои то (о! равной нам силы!

о! таковой доблести! о! копья мне милы!)

и своими мечми (страх!) смерти поражают!

Геи! гей! всех богов храмы, всяк олтарь

почтется…
Число гипербатов и непрерывность ряда инверсий были беспримерны даже для склонного к ним зрелого Тредиаковского. Стихотворения Тредиаковский переводил одиннадцати- и тринадцатисложником, в переводе они всегда больше оригинала. Например, если в оригинале 17, 19, 61 стих, в переводе соответственно 18, 24, 79 стихов. Уже тогда Тредиаковский изобильно создавал двусоставные эпитеты по гомеровскому образцу, в том числе «дожденосный», «звездоносный», «бранноносный» и «скипетроносный», отмеченные в списке А. И. Малеина. В соответствующих местах перевода 1751 года эти эпитеты не применялись, но Тредиаковский вернулся к данной практике при написании «Телемахиды».

### Перевод 1751 года
16 января 1750 года профессор элоквенции Тредиаковский представил в Академию законченный перевод «Аргениды», сопроводив его следующим рапортом:

Указом Ея Императорского Величества из канцелярии Академии наук повелено мне было перевесть с латинского Барклаеву «Аргениду», что я исполнил, и переписанную её набело отдал в канцелярию Академии наук. Но усмотря, что нашим читателям темна будет она для премногих митологических мест, находящихся в ней, сего изъяснил я её описаниями митологическими по авторову порядку. Оную мою митологию (о которой можно уверить, что она вся на все вошла в мои изъяснения) ныне при сем объявляю канцелярии Академии наук.
Перевод был отдан на рассмотрение профессору Ломоносову, который отметил высокое его качество. По распоряжению лично президента Академии графа Разумовского 21 августа 1750 года было начато печатание романа в пяти частях, каждый тиражом 1250 экз. Судя по композиции глав и числу стихотворений, Тредиаковский пользовался амстердамским изданием 1664 года или какой-либо из его перепечаток. Среди прочего, Тредиаковский заботился и о прохождении цензуры, и о реакции читающей публики:

Не привыкшии из наших к сему роду сочинений да не соблазнятся, что автор вместо Бога упоминает богов; но да благоволят помыслить, что он пишет как о язычниках, рассуждая по времени повести, о котором предлагает, а не потому, когда он сочинял и для кого.
Современные исследователи отмечают, что «Аргенида» сыграла колоссальную роль в эволюции Тредиаковского как литератора. По мнению Н. Ю. Алексеевой, именно к концу 1740-х годов он был готов «…к осуществлению не просто перевода, какой сделал некогда в молодые годы, а перевода в настоящем смысле художественного. Размышления о стиле, опыт переводов новолатинской прозы и наконец уже начатые эксперименты при переводе латинских гекзаметров позволили ему сделать русский перевод превосходящим переводы на другие иностранные языки этого знаменитого романа. Все тридцать семь стихотворений „Аргениды“ Тредиаковский перевел эквиметрично (равным размером) латинским оригиналам, добиваясь от русского стиха имитации латинского звучания и нередко благородства в стиле. <…> В работе над переводами стихотворений из „Аргениды“ и обязательно сопутствующими им стиховедческими исследованиями Тредиаковский возродился и как поэт, и как теоретик стиха».
Достижения Тредиаковского в деле создания русского гекзаметра при переводе «Аргениды» отмечал и Л. Пумпянский.
Первый Феб, говорят, любодейство с Венерою Марса

Мог усмотреть: сей бог зрит все, что случается, первый.

Видя ж то, поскорбел и Вулкану, Венерину мужу,

Ложа неверность притом показал и неверности место.

…………………

Спешно Вулкан растворил слоновые створчаты двери,

Всех и богов туда впустил. Лежат те бесчестно,

Хоть и желал бы другой быть бог в бесчестии равном.

Боги все, животы надрывая, смеялись и долго

Был сей случай везде всеведомым смехом на небе.
Тредиаковский впервые правильно решил вопрос о природе русского гекзаметра, заменив античную долготу и краткость слога чередованием ударных и неударных слогов; иными словами, он не переносил механически античную метрику, а создал тоническое соответствие, сохранив притом античный колорит (местами даже допуская прямые латинизмы). Приводимый выше гекзаметр из первого тома «Аргениды» содержательно является переводом стихов из IV книга овидиевых «Метаморфоз», но по стилю и фразеологии приближен к Гомеру. А. А. Дерюгин также утверждал, что методы передачи греческих и римских стихов, предложенные Тредиаковским, остались в русской поэзии нормативными и являются самым большим достижением Тредиаковского-переводчика.
Гораздо сложнее обстояло со стилем прозаического перевода: по оценке Л. Пумпянского, Тредиаковский пошёл в «Аргениде» на сплошную латинизацию синтаксиса русского языка, беспримерную во всей русской литературе. Оригинал романа ценился в Европе в том числе за лёгкость своего неолатинского слога, но у Тредиаковского «перевод вышел более латинским, чем в подлиннике». Пумпянский приводил следующую фразу из 29 главы шестой части пятого тома: «слышащему имя Сицилии и что оттуда есть письмо, также что и присланный нечто важное своим трепетом предъявляет, все сие показалось Геланору довольною причиною к разбуждению Полиарха» (то есть когда Геланор услышал… ему это показалось достаточной причиной, чтобы разбудить…). По оценке учёного, в некоторых случаях, чтобы понять фразу, нужно обратиться к оригиналу романа. В предисловии Тредиаковский отмечал: «Авторов стиль не токмо чрезвычайно высок, …но притом чрезвычайно ещё и витиеват», поэтому он постарался, «чтоб и перевод не казался без оныя пиетическая осанки». Объяснялось это тем, что переводчик в век, когда вполне допустимым считалось всевозможное «улучшение» оригинала, считая стиль «Аргениды» совершенным, взял установку на всемерное его сохранение. Карл Шмид в своей диссертации 1903 года назвал перевод Тредиаковского «аккуратным и тщательным».
Мифологический комментарий — «Изъяснения на митологические места, находящиеся в „Аргениде“» — Тредиаковский считал одним из своих главных достижений как учёного. Объём комментария велик: 69 страниц для части I, 41 для части II, 34 для части III, 48 для части IV и даже 83 для части V. В рапорте на имя президента Академии графа Разумовского от 8 марта 1751 года Василий Кириллович с гордостью писал, что занимается «Аргенидой» около тридцати лет и что во всей России не сыскалось бы и четырёх его современников, которым было бы под силу осуществить перевод. Комментарий основан преимущественно на античных первоисточниках и французских антикварных компендиумах; цитированный выше отрывок из Овидия отсутствовал в оригинале Беркли и был введён для просвещения российской публики. Разъясняются имена богов, таких как Венера или Марс. Для описания генеалогии богов-олимпийцев Тредиаковский пользовался перифразами и переводами из Гесиода, Сапфо и Платона. Описание Фив Стовратых заняло 12 страниц комментария, вместившего истории Эдипа и Антигоны. Более 30 страниц занимает в комментарии история Трои. К. Карьер, однако, отметила, что Тредиаковский не очень представлял себе уровень образования потенциального читателя своего перевода: с одной стороны, он разъясняет элементарные понятия античной мифологии, с другой, предполагается, что читатели должны быть знакомы с античной историей и литературой, ибо имена авторов, на которых он ссылается, не комментируются никак. Переводчик-комментатор также не был последователен в отношении к роману: несмотря на сказанное в предисловии, только со второй книги появились разъяснения, что через образы античности Беркли описывал события своего времени. Некоторые комментарии касались интересов широкой интеллигентной публики того времени, например, астрологии.
Изгнание Тредиаковского из Академии, последовавшее к концу 1750-х годов, привело к тому, что «Аргенида» более не переиздавалась. В царствование Екатерины II политическое назначение «Аргениды» и «Телемахиды» превратилось в анахронизм, а вклад Тредиаковского в развитие теории перевода и реформирование русского языка и литературы был осознан намного позднее.

## Латинские издания и иностранные переводы XVII—XXI веков

### Особенности латинских изданий
Первый сводный библиографический перечень изданий «Аргениды» предложил в 1903 году в своей диссертации Карл Фридрих Шмид, а в 1904 году он же выпустил каталог в расширенном виде. Всего учёный перечислил 54 издания на латинском языке, начиная от первого — Никола Бюона, вышедшего в Париже в год смерти автора — 1621-й. Первое английское издание (на латыни) вышло уже на следующий год после парижского — в 1622-м — и печаталось в тот год дважды. Единственное испанское латинское издание вышло в Сеговии в 1632 году. Первое итальянское латинское издание вышло в 1626 году в Милане и затем повторялось многократно во многих типографиях Венеции вплоть до 1675 года. Последнее по времени латинское издание вышло в Нюрнберге в 1776 году, оно было 18-м по счёту в издательстве Вольфганга Шварцкопфа. На XVII век пришлось 33 латинских издания, 10 из которых вышли до 1630 года.
Первое издание 1621 года было распродано почти мгновенно, и аббат Пейреск взялся за немедленную подготовку второго. Поскольку удалось добиться королевской привилегии и посвящения, пришлось отдельно заказывать портрет Людовика XIII для второго фронтисписа. Параллельно шёл перевод романа на французский язык, оконченный летом 1622 года. Во втором парижском издании была помещена биография автора и появилась подпись под портретом Беркли, придуманная Гуго Гроцием и гласящая лат. Gente Caledonius, Gallus natalibus hic est, Roman Romano qui docet ore loqui — «Шотландского происхождения, рождённый во Франции, он тот, кто учит римлян говорить, как римляне». Первые парижские издания признаются тщательными, в позднейших перепечатках происходило ухудшение текста. Нидерландские издания Эльзевиров 1664 и 1673 годов были призваны привести латинский текст в соответствие с первоизданием, при этом иногда исправления вступали в противоречие с авторским текстом. Например, поэтическое слово inservo было заменено на общелитературное conservo; иногда корректор, менее образованный, чем автор, правил имена в поэтическом тексте, например, «Маурос» на «Маворс» или «Павис» на «Пафис». Издания Бюона и Эльзевиров были лишены разделения на главы; впервые латинский текст книг был поделён на главы в издании под редакцией Буньо 1664 года. Уже первые читатели латинского оригинала ощущали необходимость такого разделения. В собрании Сютро Библиотеки штата Калифорния хранится экземпляр первого издания 1621 года, в котором его владелец разметил главы примерно в том же порядке, что и в последующих английском и немецком переводах.

### Переводы
По подсчётам Карла Шмида, помимо 54 латинских изданий, последовало 22 французских, 2 испанских и 2 итальянских, 8 немецких и 4 нидерландских, 4 английских и 2 шведских, 2 польских и 2 венгерских перевода и по одному датскому и русскому переводу, которые увидели свет в печатном виде.
В Англии роман стал известен сразу же после его издания в Париже, причём рынок некоторое время не мог удовлетворить запросы читателей. Джон Чемберлен, известный библиофил и ценитель литературы, писал Дадли Карлтону в марте 1622 года, что ему так и не удалось купить книгу и пришлось её одалживать. Стоимость экземпляра парижского издания могла достигать тогда 40 шиллингов при издательской цене в пять. Тот же Чемберлен впервые сообщал, что король повелел перевести роман на английский язык Бену Джонсону. Действительно, 2 октября 1623 года перевод был внесён в Канцелярский реестр, но так никогда и не увидел света: менее чем через месяц Джонсон утратил в пожаре всю библиотеку и рукописи. Только в 1625 году вышел новый перевод эсквайра Кингсмилла Лонга, о личности которого мало что известно. В 1628 году король Карл I заказал новый перевод «Аргениды» придворному своего отца Роберту Ле Грису, который был за это удостоен звания рыцаря и должности воспитателя наследного принца. Перевод Лонга был более популярным, иллюстрированное второе издание с ключом увидело свет в 1636 году. Однако редакторы современного научного латинско-английского издания «Аргениды» М. Райли и Д. Притчард Хьюбер признавали перевод Ле Гриса более корректным с точки зрения грамматики, хотя и несравненно менее изысканным по стилю. Переводы Лонга и Ле Гриса были выполнены с лондонского латинского издания 1622 года, которое воспроизводило даже типографские погрешности парижского оригинала.
Первый французский перевод, выполненный неким Пьером Маркасса, был опубликован Бюоном в 1622 году, причём аббат Пейреск раскритиковал перевод и назвал его автора «мизераблем», а язык «квази-французским». Тем не менее этот перевод нашёл своего читателя и был переиздан в 1632 году. В 1626 году перевод был радикально переделан и вышел как «новый» с посвящением кардиналу Ришельё. Анонимный перевод 1623 года, также напечатанный Н. Бюоном, был первым, который делил сплошной текст пяти книг на главы. В 1638 году этот перевод вышел с иллюстрациями и переиздавался в общей сложности пять раз. «История Полиарха и Аргениды» была радикально сокращённым переводом, выполненным марсельским доминиканцем отцом Никола Коэффето, этот вариант увидел свет в 1624 году. Переводчик сократил текст до 204 страниц, оставив только любовную линию, и удалил все политические диалоги и стихи. Все события были приведены в строго хронологическом порядке. Этот перифраз четырежды издавался вплоть до 1662 года. Пейреск сохранял интерес к роману и его изданиям по крайней мере до 1627 года и живо интересовался возможностью перевести текст на испанский язык, переписываясь с доном Хосе Пеллисером де Саласом.
Итальянский перевод Франческо Поны был опубликован в 1629 году, по преданию, из-за желания «дам узнать содержание столь знаменитого романа». Этот перевод перепечатывался в Венеции семь раз вплоть до 1682 года. Альтернативный перевод Карло Антонио Кокастелло печатался в Турине в 1630 году, его отличительной особенностью стало то, что стихотворения были оставлены в латинском оригинале. Этот перевод трижды переиздавался в Венеции: в 1631, 1636, 1671 годах.
До конца XVII века «Аргениду» переводили практически на все европейские языки, включая даже исландский (в 1694 году); впрочем, исландский и новогреческий переводы так и остались в рукописях. Новые французские переводы выходили даже после публикации «Телемака». Перевод 1728 года также был приведён в соответствие с хронологическим порядком и лишён политических диалогов и стихов. В 1771 году был издан ещё более краткий парафраз.

#### Издания польского перевода
По-видимому, роман в стихах Потоцкого распространялся в списках ещё прежде печатного издания, но автор не торопился с изданием. Вероятно, настоял на публикации Веспасиан Коховский, который передал рукопись пиаристам; первое издание вышло в 1697 году. В 1704 году последовало сильно сокращённое издание, которое придало роману ещё большую популярность. После издания перевода В. Потоцкого в 1697 году новая волна интереса к польской «Аргениде» наметилась в первой трети XVIII века. По мнению Александры Ивановской (пол. Alexandra Iwanowska), в первую очередь это было связано с лейпцигским переизданием 1728 года: Jana Barklaiusza Argienida, którą Wacław Potocki, podczaszy krakowski, polskim wierszem z łacińskiego przetłumaczył, которое открыло серию «Bibliotheca Polono-poetica». В 1743 году Валериан Вышинский осуществил новый перевод двух из пяти книг «Аргениды», целиком опубликованный в 1756 году. Владислав Бобек утверждал, что перевод Вышинского намного уступал поэтическому эпосу Потоцкого. Лейпцигское издание 1782 года также воспроизводило перевод Потоцкого, после чего «Аргенида» целиком более не переиздавалась. Забвение польского варианта объяснялось теми же причинами, что и у латинского оригинала: поменялись вкусы читающей публики, а тяжеловесный и нудно-дидактический стиль отпугивал читателей. Даже критики, высказывавшиеся о романе, редко читали его в полном объёме.

#### Научные издания XXI века
Необходимость современного научного издания романа Беркли обосновывалась в научной литературе в течение всего XX века. В 2000—2003 годах в Вене под редакцией филолога Антона Зоммера были выпущены многотомные факсимильные воспроизведения различных изданий и переводов «Аргениды», в том числе эльзевировского издания 1671 года, латинского текста с комментарием Винкельмана (1769), русского перевода Тредиаковского (1751), французского перевода Савена (1755), итальянского перевода 1664 года и др. Современная научная публикация была осуществлена в 2004 году. Это было двуязычное издание латинского и английского текстов под редакцией М. Райли и Д. Притчард Хьюбер (Нидерланды — США). Латинский текст, сверенный по авторской рукописи и двум первым изданиям, был снабжён современной пунктуацией; была исправлена орфография, разделение на главы сделано по французскому переводу 1623 года, а деление глав на параграфы предложено самими редакторами. Рецензент Ватанабэ Акихико высоко оценил эту работу, поскольку впервые был установлен единый аппарат цитирования латинского текста и переводов, который и будет использоваться всеми исследователями. За основу английского текста был взят несколько модернизированный и лексически исправленный перевод К. Лонга, поэтому рецензент Дональд Чейни отмечал, что указанный на титульном листе «перевод Райли и Притчард Хьюбер» может ввести в заблуждение. Издание снабжено биографией Уильяма и Джона Беркли (отца и сына), научным предисловием, кратко резюмирующим содержание и политическую программу романа, источники, рецепцию, особенности языка и текста. В приложения вынесены «ключ» (список персонажей с отождествлениями), список изданий, переводов, продолжений и пародий, а также библиография. Помимо текста, опубликованы стихотворения, предваряющие английское издание 1625 года.

## Издания и переводы
Латинские издания
- Ioannis Barclaii Argenis. — Editio III. — Parisii : sumptibus Nicolaj Buon, in via Iacobaea, sub signis S. Claudij et Hominis Siluestri, 1623. — 1088 p.
- Jo. Barclaii Argenis nunc primum illustata. — Batavia et Roterod : Hackius, Jacobus, 1664. — 689 p.
- Io. Barclaii Argenis. — Editio novissima, cum clave. — Amsterdam : Elzevir, 1671. — 590 p.
- Barclay J. Argenis / edited and translated by Mark Riley & Dorothy Pritchard Huber. — Assen, the Netherlands; Tempe, AZ : Royal Van Gorcum; Arizona Center for Medieval and Renaissance Studies, 2004. — Vol. 1—2. — vii, 963 p. — (Bibliotheca Latinitatis novae). — ISBN 0-86698-316-3.

Переводы
- L'Argenis de Jean Barclay . Traduction nouvelle, enrichie de figures :  [фр.]. — Paris : Chez N. Buon, 1624. — 1082 p.
- Iuan Barclayo. Argenis por don Ioseph Pellicer de Salas y Tobar a don Antonio de Negro, noble de la Serenissima Republica de Genoua :  [исп.]. — En Madrid : por Luis Sanchez, 1626. — 870 p.
- La prodigiosa historia de los dos amantes Argènis y Poliarco : en prosa y verso Iuan Barclaio ; traduccion del latin en romance del licenciado don Gabriel de Corral :  [исп.]. — En Madrid : por Iuan Gonçalez a costa de Alonso Perez, 1626. — 586 p.
- John Barclay. His Argenis. Translated out of the Latine into English: The Prose Upon His Majesties Command: By Sir Robert Le Grys, Knight: And the Verses by Thomas May[англ.], Esquire : With a Clauis annexed to it for the satisfaction of the Reader, and helping him to understand, what persons were by the Author intended, under the fained Names imposed by him upon them: and published by his Maiesties Command :  [англ.]. — London : Printed for Felix Kyngston for Richard Meighen[англ.] and Henry Seile, 1629. — 8, 489 p.
- L'Argenide di Giouanni Barclaio :  [итал.] / tradotta da Francesco Pona. — Venetia : Paolo Frambotti, 1629. — 729 p.
- Barclay his Argenis ; or, The loves of Polyarchus & Argenis :  [англ.] / faithfully translated out of Latin into English by Kingsmill Long, esquire. — The second edition, beautified with pictures together with a key prafixed to unlock the whole story. — London : printed for Henry Seile at the Signe of the Tygres head in Fleetstreet -- neere the Conduit, 1636. — 719 p.
- Argenida ktora Jan Barclaius Polacinie napisal. Waclaw Potocki ... polskim Wierssem przetlumaczyl :  [польск.]. — Warszawa : Kollegium OO. scholarum Piarum, 1697. — 761 s.
- L'Argénis de Barclay / traduction nouvelle par M. l'abbé Josse. — Chartres : Chez N. Besnard, 1732. — Т. 1—3. — XXIV—382, 392, 423 p.
- Аргенида : Повесть героическая : Сочиненная Иоанном Барклаием ; А с латинскаго на славенороссийский переведенная и митологическими изъяснениями умноженная от Василья Тредиаковскаго профессора элоквенции и члена Имп. Академии наук. — Санктпетербург : При Имп. Академии наук, 1751. — Т. 1. — CVIII, [8], 1—288, [7], 289—566, [9] с.
- Аргенида : Повесть героическая : Сочиненная Иоанном Барклаием ; А с латинскаго на славенороссийский переведенная и митологическими изъяснениями умноженная от Василья Тредиаковскаго профессора элоквенции и члена Имп. Академии наук. — Санктпетербург : При Имп. Академии наук, 1751. — Т. 2. — [12], 1—336, 325—628, [10], 629—971 с.
- Johann Barklays Argenis; ein poltischer Roman, mit beygefügten Erklärungeungen aus der Gerschichte seiner Zeit :  [нем.] / Aus dem Lateinischen übers V. Engelshofen. — Augsburg : Veith, 1770. — 615 S.
- Barclay J. The Phoenix; Or, The History of Polyarchus and Argenis :  [англ.] / Tr. from the Latin by a Lady Clara Reeve. — London : John Bell[англ.], 1772. — 601 p.